# Cairn von Baroile

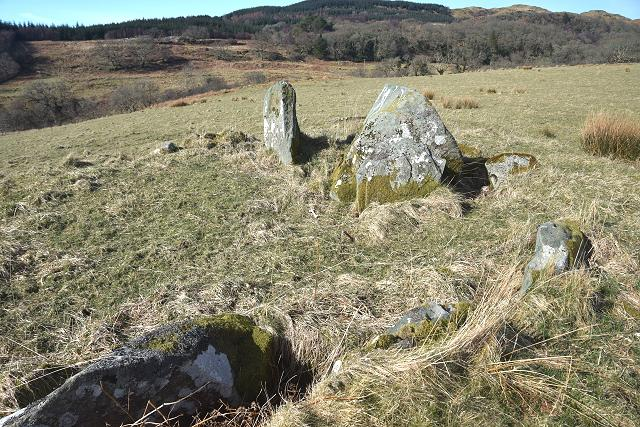
Cairn von Baroile

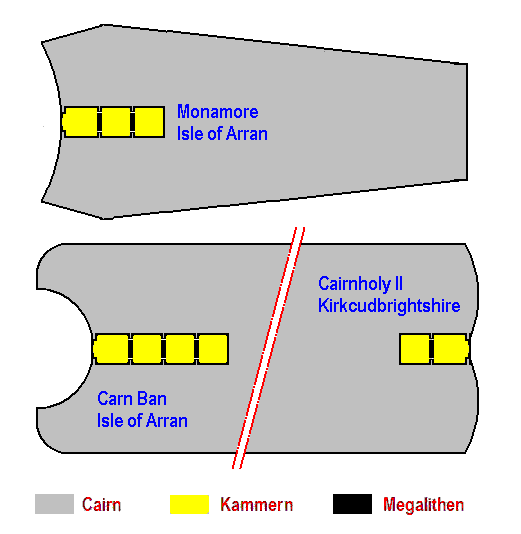
Prinzipskizze von Clyde Tombs

Der Cairn von Baroile ist ein Clyde Tomb im Tal von Rhudil Burn, einem Seitental des Tals von Kilmartin (Schottland). Es liegt auf einer niedrigen Kuppe östlich der A816, etwa 650 m nordöstlich der Mühle von Rhudil. Der ovale grasbedeckte Steinhügel misst etwa 26 m × 24 m und ist im Süden noch einen Meter hoch. Die Fassade des Clyde Tombs liegt im Nordosten und ist jetzt zehn Meter vom Nordrand des zerfließenden Cairns entfernt. 

## Beschreibung
Die etwa 7,5 m breite leicht verschobene Fassade besteht noch aus vier aufrechten Steinen und dem Stumpf eines fünften. Der westliche Fassadenstein ist 1,55 m hoch. Der östlichste Fassadenstein ist 1,1 m und der östliche Stein des Zugangs nur 0,4 m hoch. Hinter dem westlichen Zugangsstein, der 1,25 m hoch ist, befindet sich ein zweiter 0,8 m hoher Stein. Er bildet den Teil eines doppelten Portals, dessen Parallele auf der Ostseite fehlt. Westlich des westlichen Portalsteins, befindet sich etwa auf Rasenniveau, der Stumpf einer 0,9 m langen 0,1 m dicken Platte. 
Die Lücke zwischen den mittleren Portalsteinen öffnet zu der etwa 3,5 m × 0,8 m großen, innen bis zu 0,85 m hohen Kammer. Sie besteht aus zwei Abteilungen, deren Achsen sich etwas unterscheiden. Eine 0,3 m lange und 0,1 m dicke, kaum über dem Rasen sichtbare Querplatte teilt die Bereiche. Die Westseite der äußeren Kammer fehlt, die östliche Seitenplatte ist 1,75 m lang, bis zu einer Höhe von 0,5 m erhalten und überlappt den anschließenden Stein dachziegelartig. Dieser Stein bildet die Ostseite der inneren Kammer, die 1,85 m × 0,85 m misst. Der Endplatte ist mit einer Höhe von 0,55 m niedriger als die Seitenplatte. Im Nordwesten des Cairns liegen, teilweise vom Hügel begraben, zwei große Platten.
Die 1929 durchgeführte Ausgrabung erbrachte keine Funde.